# Keuppia
Keuppia és un gènere extint de mol·lusc cefalòpode de l'ordre Octopoda (pops). S'han descrit dues espècies, Keuppia hyperbolaris i Keuppia levante, ambdues van viure fa aproximadament 95 milions d'anys. Ambdues espècies foren trobades fossilitzades, fet molt poc comú per a pops extints, ja que el teixit tou dels pops morts gairebé sempre es desintegra abans de tenir l'oportunitat de fossilitzar-se. Aquests fòssils, conjuntament amb els del gènere Styletoctopus, foren trobats a les localitats que daten del Cretaci: Hâqel i Hâdjoula al Líban.